# Gudauta
Gudauta (abchaziska: Гəдоуҭа, Gwdouta; georgiska: გუდაუთა; ryska: Гудаута) är en stad i den de facto självständiga utbrytarrepubliken Abchazien i nordvästra Georgien. Staden har 8 514 invånare (år 2011) och är belägen på Svartahavskusten, 37 kilometer nordväst om Abchaziens huvudstad Suchumi. Den är administrativ huvudort i distriktet Gudauta.
Under kriget i Abchazien 1992–1993 var Gudauta ett centrum för de abchaziska separatisternas motstånd mot de georgiska regeringsstyrkorna. Utanför staden finns sedan Sovjettiden den militära flygbasen Bombora, högkvarter för det 345:e sovjetiska luftburna regementet, senare omdöpt till 10:e oberoende fredsbevarande regementet. Basen spelar en viktig roll i konflikten i Abchazien. Georgien har hävdat att basen gav militärt stöd till de abchaziska rebellerna under kriget. I september 1995 legitimerade Georgien Rysslands arrenderande av tre militärbaser i landet, däribland den i Gudauta.
Vid ett OSSE-möte i Istanbul 1999 gick Ryssland med på att avveckla basen i Gudauta och att dra tillbaka sina trupper och utrustning. Basen skulle i fortsättningen endast användas som rehabiliteringscentrum för de fredsbevarande OSS-trupperna i området, men OSSE:s inspektörer förvägras tillträde dit av de abchaziska myndigheterna, och Georgien hävdar att basen fortfarande ger den abchaziska utbrytarrepubliken militärt stöd, varför basen i Gudauta förblir ett av de största problemen i de georgisk-ryska relationerna.